# GP Industria & Artigianato di Larciano 2021
GP Industria & Artigianato di Larciano 2021 – 43. edycja wyścigu kolarskiego GP Industria & Artigianato di Larciano, która odbyła się 7 marca 2021 na trasie o długości ponad 199 km wokół miejscowości Larciano. Impreza kategorii 1.Pro była częścią UCI ProSeries 2021.

## Uczestnicy

### Drużyny
| WorldTeams (9)- Astana-Premier Tech - Bora-Hansgrohe - Bahrain Victorious - Deceuninck-Quick Step - Ineos Grenadiers - Intermarché-Wanty-Gobert Matériaux - Movistar Team - Team BikeExchange - Trek-Segafredo ProTeams (10)- Androni Giocattoli-Sidermec - Arkéa-Samsic - Bardiani CSF Faizanè - Caja Rural-Seguros RGA - Delko - Eolo-Kometa - Euskaltel-Euskadi - Gazprom-RusVelo - Team Novo Nordisk - Vini Zabù Continental teams (5)- Beltrami TSA-Tre Colli - Team Colpack-Ballan - General Store Essegibi F.lli Curia - Giotti Victoria-Savini Due - Mg.k Vis VPM Reprezentacja- Włochy |
| |

## Klasyfikacja generalna
| \| Klasyfikacja generalna \| Klasyfikacja generalna \| Klasyfikacja generalna \| Klasyfikacja generalna \| Klasyfikacja generalna \| \| Kolarz \| Kolarz \| Państwo \| Drużyna \| Czas \| \| ---------------------- \| ---------------------- \| ---------------------- \| ---------------------- \| ---------------------- \| \| 1. \| Mauri Vansevenant \| Belgia \| Deceuninck-Quick Step \| 4h 26' 26" \| \| 2. \| Bauke Mollema \| Holandia \| Trek-Segafredo \| + 0" \| \| 3. \| Mikel Landa \| Hiszpania \| Bahrain Victorious \| + 0" \| \| 4. \| Nairo Quintana \| Kolumbia \| Arkéa-Samsic \| + 0" \| \| 5. \| Ide Schelling \| Holandia \| Bora-Hansgrohe \| + 3" \| \| 6. \| Gianluca Brambilla \| Włochy \| Trek-Segafredo \| + 4" \| \| 7. \| Carlos Rodríguez \| Hiszpania \| Ineos Grenadiers \| + 11" \| \| 8. \| Alejandro Valverde \| Hiszpania \| Movistar Team \| + 16" \| \| 9. \| Edward Dunbar \| Irlandia \| Ineos Grenadiers \| + 16" \| \| 10. \| Vincenzo Nibali \| Włochy \| Trek-Segafredo \| + 16" \| |                    |           |                       |            |
| |                    |           |                       |            |
| Źródło: ProCyclingStats |                    |           |                       |            |
| Klasyfikacja generalna |                    |           |                       |            |
| Kolarz | Kolarz             | Państwo   | Drużyna               | Czas       |
| 1. | Mauri Vansevenant  | Belgia    | Deceuninck-Quick Step | 4h 26' 26" |
| 2. | Bauke Mollema      | Holandia  | Trek-Segafredo        | + 0"       |
| 3. | Mikel Landa        | Hiszpania | Bahrain Victorious    | + 0"       |
| 4. | Nairo Quintana     | Kolumbia  | Arkéa-Samsic          | + 0"       |
| 5. | Ide Schelling      | Holandia  | Bora-Hansgrohe        | + 3"       |
| 6. | Gianluca Brambilla | Włochy    | Trek-Segafredo        | + 4"       |
| 7. | Carlos Rodríguez   | Hiszpania | Ineos Grenadiers      | + 11"      |
| 8. | Alejandro Valverde | Hiszpania | Movistar Team         | + 16"      |
| 9. | Edward Dunbar      | Irlandia  | Ineos Grenadiers      | + 16"      |
| 10. | Vincenzo Nibali    | Włochy    | Trek-Segafredo        | + 16"      |